# Nintendo Software Technology
Nintendo Software Technology (ook onder de naam Nintendo Software Technology Corporation of NST) is een dochteronderneming van Nintendo. NST werd opgericht in 1998 om computerspellen te ontwikkelen voor de Noord-Amerikaanse markt. Shigeki Yamashiro heeft momenteel de leiding van deze afdeling van Nintendo. 
Hun eerste spel was Bionic Commando: Elite Forces en werd uitgebracht op de Game Boy Color in januari 2000. Het was een remake van Capcom's Bionic Commando. In 2003 begon de ontwikkeling van het spel Project H.A.M.M.E.R.. Door aanhoudende problemen tussen het Amerikaanse ontwikkelteam en de Japanse managers werd het spel stopgezet in 2009.
Door de jaren heeft NST diverse spellen ontwikkeld voor Nintendo spelcomputers, zoals de Mario vs. Donkey Kong-serie, Wave Race: Blue Storm, en Metroid Prime Hunters.

## Lijst van ontwikkelde spellen (selectie)
- Bionic Commando: Elite Forces (2000, Game Boy Color)[1]
- Ridge Racer 64 (2000, Nintendo 64)
- Pokémon Puzzle League (2000, Nintendo 64)
- Wave Race: Blue Storm (2001, GameCube)
- 1080° Avalanche (2003, GameCube)
- Mario vs. Donkey Kong (2004, Game Boy Advance)
- Ridge Racer DS (2004, Nintendo DS)
- Mario vs. Donkey Kong 2: March of the Minis (2006, Nintendo DS)
- Metroid Prime Hunters (2006, Nintendo DS)
- Super Mario Maker for Nintendo 3DS (2016, Nintendo DS)
- Snipperclips (2017, Nintendo Switch)[2]